# مريم آزمون
مريم آزمون (مواليد 10 نوفمبر 1973) هي مدربة كرة قدم إيرانية، شغلت منصب مدربة منتخب إيران لكرة القدم للسيدات في فترتين، كما تولت تدريب منتخب إيران لكرة القدم للسيدات تحت 20 سنة، وقادت أيضاً منتخب الكويت لكرة القدم للسيدات.

## المسيرة التدريبية
بدأت مريم آزمون مسيرتها التدريبية في كرة القدم النسائية في إيران، في عام 2016، عُيِّنت مدربة للمنتخب الإيراني للسيدات، واستمرت في هذا المنصب حتى عام 2020.
تولت آزمون تدريب منتخب إيران لكرة القدم للسيدات تحت 20 سنة بين عامي 2021 و2022. وفي عام 2022، عادت لتولي تدريب المنتخب الإيراني للسيدات مجدداً واستمرت حتى عام 2024. بالإضافة إلى ذلك، كانت آزمون قد عملت أيضاً كمدربة لمنتخب الكويت لكرة القدم للسيدات.

## وصلات خارجية
- مريم آزمون على Soccerway
- مريم آزمون على إنستغرام